# Nymphoides ezannoi
Nymphoides ezannoi är en vattenklöverväxtart som beskrevs av J. Berhaut. Nymphoides ezannoi ingår i släktet sjögullssläktet, och familjen vattenklöverväxter. Inga underarter finns listade i Catalogue of Life.

## Bildgalleri

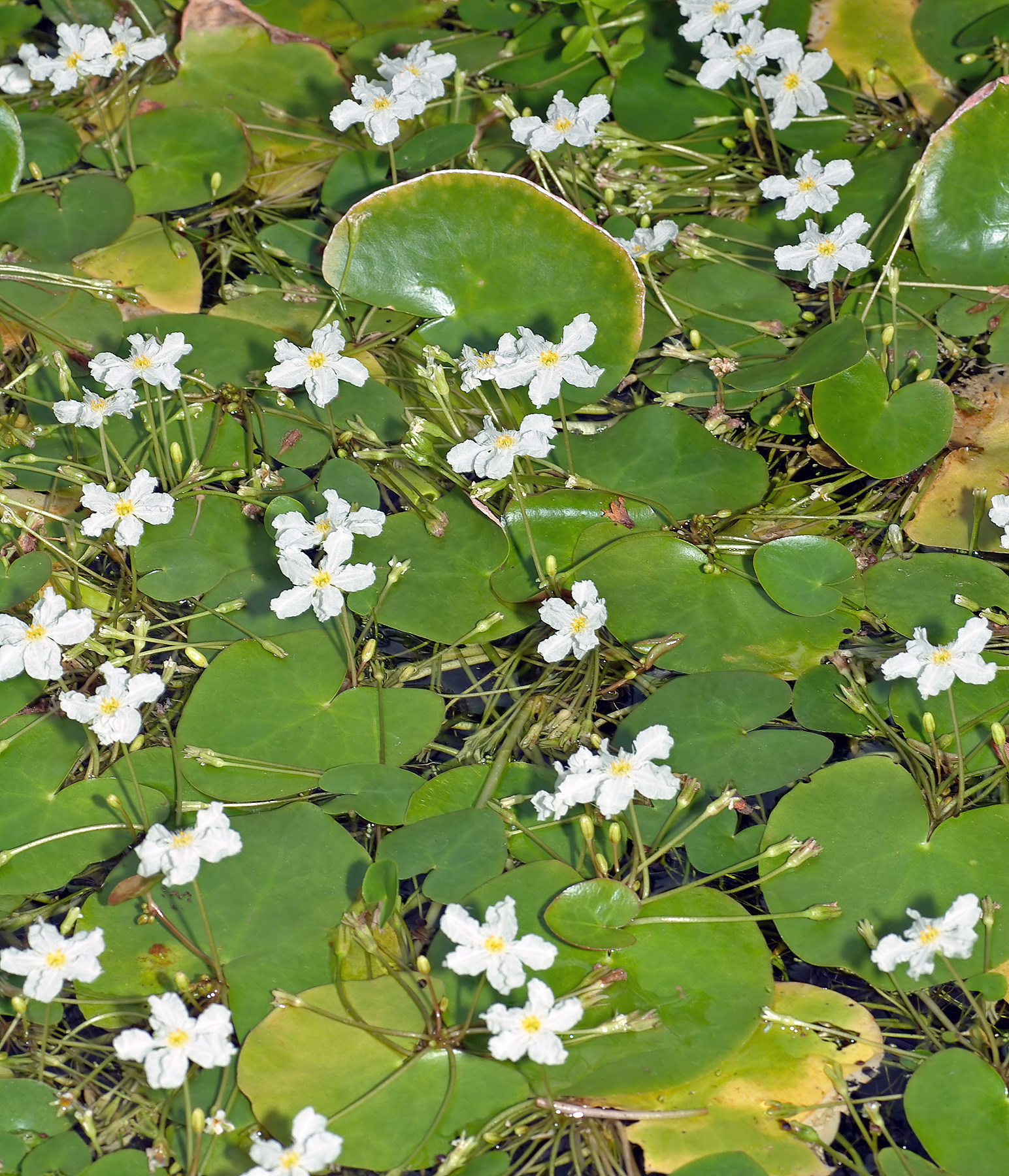
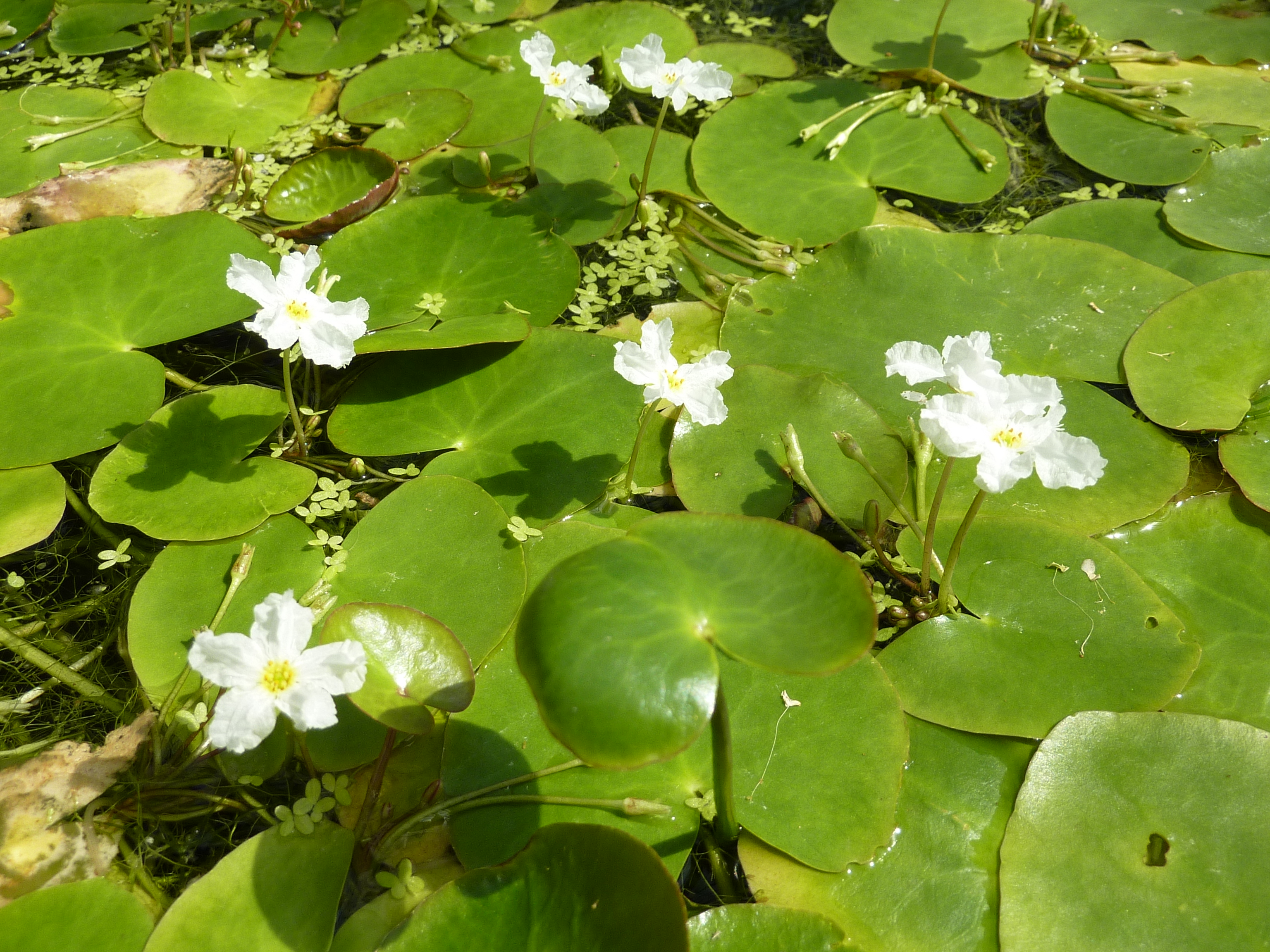
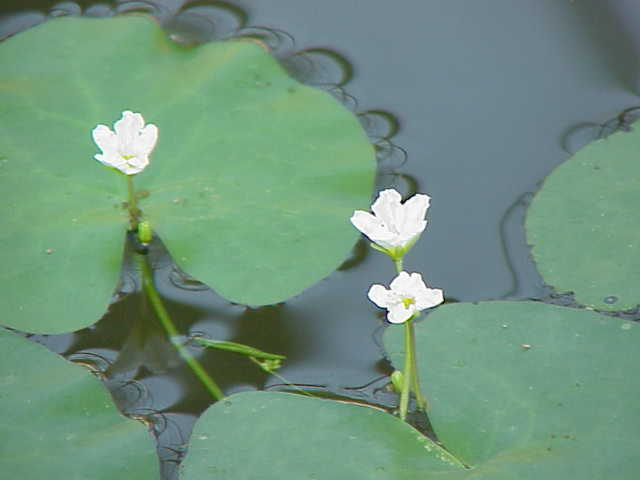
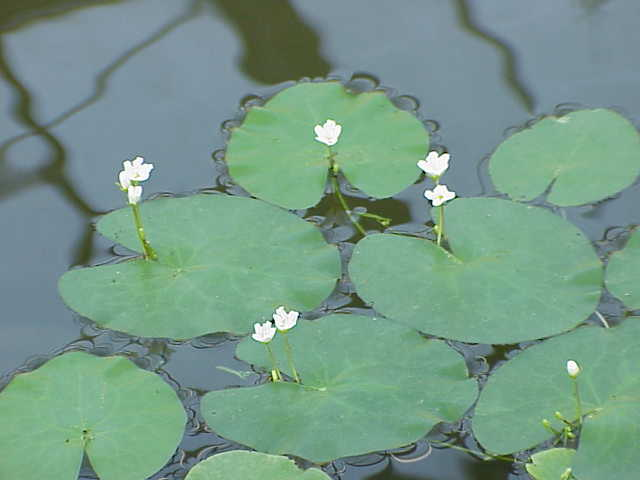